# 各内国抽籤濠州産馬混合競走
各内国抽籤濠州産馬混合競走（かくないこくちゅうせんごうしゅうさんばこんごうきょうそう）とは目黒記念の前身である競馬の競走である。濠抽混合（ごうちゅうこんごう）または芝3400m（=約2マイル1ハロン）で行なわれていたことから二哩一分（にまいるいちぶ）とも呼ぶ。目黒競馬場で行われていた。

## 歴代優勝馬
| 回数   | 施行日         | 優勝馬           | 性齢 | 勝時計   | 優勝騎手   | 管理調教師 | 馬主       |
| ------ | -------------- | ---------------- | ---- | -------- | ---------- | ---------- | ---------- |
| 第1回  | 1925年11月23日 | ラシカツター     | 牡7  | 3:57.49  | 八木沢貫作 |            |            |
| 第2回  | 1926年5月8日   | レンド           | 牡6  | 3:48.41  | 新堂助次郎 |            | 奥村直市   |
| 第3回  | 1926年11月21日 | ラレード         | 牡6  | 3:48.66  | 佐藤嘉七   |            | ステーツ   |
| 第4回  | 1927年5月1日   | アキラ           | 牡5  | 3:52.39  | 新堂助次郎 |            | 林章太郎   |
| 第5回  | 1927年11月20日 | アストラル       | 牝6  | 3:47.58  | 尾形景造   |            | カブト     |
| 第6回  | 1928年4月29日  | フアンタステツク | 牝6  | 3:49 4/5 | 美馬勝一   |            |            |
| 第7回  | 1928年11月25日 | ヘンペツキー     | 牝5  | 3:54 1/5 | 美馬勝一   |            |            |
| 第8回  | 1929年4月28日  | ナスノ           | 牡5  | 3:51 0/5 | 二本柳省三 | 仲住与之助 | 橋本徳次郎 |
| 第9回  | 1929年11月18日 | ハクシヨウ       | 牡5  | 3:52 2/5 | 尾形景造   | 尾形景造   | 遠山芳三   |
| 第10回 | 1930年5月5日   | ハクシヨウ       | 牡6  | 3:50 1/5 | 尾形景造   | 尾形景造   | 遠山芳三   |
| 第11回 | 1930年11月17日 | ケンキン         | 牡4  | 3:38 2/5 | 岸参吉     |            |            |
| 第12回 | 1931年5月4日   | ケンコン         | 牡4  | 3:42 4/5 | 函館孫作   |            |            |
| 第13回 | 1931年11月16日 | オールマイン     | 牡5  | 3:36 0/5 | 岸参吉     |            |            |

- レース名：第4〜8回 「各内外国産古馬競走」、第9回〜 「各内国産古馬競走」
- 距離：第1〜5回 2マイル1ハロン

### 大禮記念
| 競馬場 | 施行日         | 優勝馬   | 性齢 | 勝時計   | 優勝騎手 | 管理調教師 | 馬主     |
| ------ | -------------- | -------- | ---- | -------- | -------- | ---------- | -------- |
| 目黒   | 1928年10月14日 | クモカゼ | 牡6  | 3:49 3/5 | 函館孫作 |            | 大島要三 |
| 京都   | 1928年10月21日 | ヤタケ   | 牝6  | 3:34 4/5 | 木村寛   |            | 中野熊次 |

- レース名：「各内外国産古馬競走」
- 距離：目黒は3400メートル、京都は3200メートル[1]
- 各内国抽籤濠州産馬混合競走の回数には含まれていない。京都は1回限りの開催